# Elías Figueroa
Elías Ricardo Figueroa Brander (sinh 25 tháng 10 năm 1946 tại Valparaíso) là một cựu cầu thủ bóng đá người Chile. Ông được bầu chọn là cầu thủ xuất sắc nhất Nam Mỹ trong 3 năm liên tiếp 1974, 1975 và 1976, được đánh giá là một trong những hậu vệ xuất sắc nhất trong lịch sử bóng đá và cầu thủ xuất sắc nhất mọi thời đại của Chile.

## Câu lạc bộ
Figueroa chơi cho các câu lạc bộ của Chile trong hầu hết sự nghiệp thi đấu. Ngoài Chile ông chỉ chơi ở Uruguay cho Peñarol, ở Brasil cho Internacional và ở Mỹ cho Fort Lauderdale Strikers.
Ngoài 3 danh hiệu Cầu thủ xuất sắc nhất Nam Mỹ liên tiếp, ông còn nhận được danh hiệu Cầu thủ xuất sắc nhất Uruguay các năm 1967 và 1968, Hậu vệ xuất sắc nhất World Cup 1974, Cầu thủ xuất sắc nhất Brasil các năm 1975 và 1976, cùng với danh hiệu Cầu thủ xuất sắc nhất Chile các năm 1977 và 1978.
FIFA chọn lựa ông là Cầu thủ xuất sắc nhất năm năm 1976 và Pelé đưa ông vào danh sách 125 cầu thủ còn sống xuất sắc nhất.

## Đội tuyển quốc gia
Ông khoác áo đội tuyển Chile 70 trận và ghi được 2 bàn, có mặt tại các World Cup 1966, 1974, và 1982. Năm 1979 ông là đội trưởng đội tuyển Chile tham dự Copa América 1979 và giành hạng nhì.

## Danh hiệu
- Vô địch Uruguay 1967 và 1968 với Peñarol
- Vô địch bang Rio Grande do Sul (Brasil) 1971, 1972, 1973, 1974, 1975 và 1976 với Internacional
- Vô địch Brasil năm 1975 và 1976 với Internacional
- Đoạt Cúp Chile năm 1977 với Palestino
- Vô địch Chile năm 1978 với Palestino